# سفیان احناش
سفیان احناش (انگلیسی: Alami Ahannach؛ زادهٔ ۲۰ سپتامبر ۱۹۶۹) بازیکن سابق و مربی فوتبال اهل مراکش است.
از باشگاه‌هایی که در آن بازی کرده‌است می‌توان به باشگاه فوتبال ام‌وی‌وی ماستریخت اشاره کرد.
وی همچنین در تیم ملی فوتبال مراکش بازی کرده‌است.